# Zbigniew Żupnik
Zbigniew Żupnik (Cracovia, 26 maggio 1951 – Cracovia, 27 luglio 2000) è stato un pittore polacco.
Studiò all'Accademia delle belle arti di Cracovia dove fu suo maestro il prof. Adam Marczynski. Ha creato numerosi dipinti, disegni e grafiche.

## Esposizioni
- Individuale:
  - 1977 – Cracovia
- Collettive:
  - 1977 – Cracovia, Dyplomaci II (Diplomatici II)
  - 1980 – Cracovia, Warsztaty (Officine)
  - 1980 – Parigi, L'art des jeunes (Arte Giovane)
  - 1980 – Łódź, Sztuka młodych (Arte Giovane)